# William Ogilvy Kermack
William Ogilvy Kermack (ur. 26 kwietnia 1898 w Kirriemuir, Angus Szkocja, zm. 20 lipca 1970 w Aberdeen Szkocja) – szkocki chemik (chemia organiczna i fizyczna, biochemia) i matematyk (statystyka), współtwórca (wraz z Andersonem Grayem McKendrickiem) matematycznego modelu rozprzestrzeniania się epidemii (ang. Kermack-McKendrick theory), członek Royal Society, Royal Society of Edinburgh, Royal Institute of Chemistry, doktor honoris causa University of St Andrews.

## Życiorys

### Dzieciństwo i młodość
Urodził się 26 kwietnia 1898 roku w Kirriemuir Angus, gdzie spędził dzieciństwo. Był jedynym dzieckiem pracownika poczty Williama Kermacka i jego żony, Helen Ogilvy. Od śmierci matki w 1904 roku kilkuletnim Williamem opiekowała się siostra ojca.
Od piątego roku życia był uczniem lokalnej szkoły Webster’s Seminary, nazwanej na cześć jej fundatora, Johna Webstera, lokalnego pisarza i bankiera. Szkoła zapewniała wykształcenie podstawowe i średnie na wysokim poziomie (typowe dla ówczesnej szkockiej wsi). William Kermack wspominał z wdzięcznością:
- dyrektora Thomasa Pullara, który uczył dokładności w matematyce, zasad geometrii analitycznej, mechaniki klasycznej, hydrostatyki itp.,
- inspirujących nauczycieli fizyki i chemii: T. Pullar i inni,
- nieco ekscentrycznego pana Tinto, który ok. 1913 roku wprowadził swojego ucznia w geometrię nieeuklidesową, wypożyczając mu książeczkę zatytułowaną Theories of parallelism[5],
- nauczyciela języka angielskiego C.H. Moore’a, który zachęcał uczniów do samodzielnego myślenia, zapoznawał ich z szeroką gamą idei artystycznych, etycznych, politycznych i społecznych.

W 1914 roku zajął trzynaste miejsce w konkursie stypendialnym i rozpoczął studia na Uniwersytecie w Aberdeen. Uniwersytet prowadził wówczas połączone czteroletnie studia magisterskie i licencjackie (M.A. i B.Sc.). Program obejmował matematykę, filozofię przyrody (fizyka), chemię i język angielski. Wśród wykładowców byli m.in.:
- Frederick Soddy, laureat Nagrody Nobla w dziedzinie chemii w 1921 roku za wkład do chemii związków radioaktywnych oraz badania pochodzenia i charakteru izotopów, twórca m.in. prawa przesunięć (reguła Soddy’ego i Fajansa),
- matematyk John Hilton Grace[6], współtwórca znanego teorematu („Grace-Walsh-Szegő theorem”)[7] prowadzący ze studentem rozmowy, które przyczyniły się do istotnego wzrostu jego zainteresowania matematyką,
- statystyk dr J.F. Tocher, który rozwinął jego zainteresowania statystyką, a poza tym geologią (badania skał okolic Cove k. Aberdeen stały się tematem nieoficjalnej pracy licencjackiej)[2].

W czasie I wojny światowej przez pół 1917 roku, służył w Aeroplane Experimental Unit RAF w Martlesham Heath w pobliżu Woodbridge (Suffolk).
W 1918 roku ukończył studia z kilkoma specjalnymi wyróżnieniami oraz nagrodami (Lyon Prize, the Simpson Mathematical Prize, the Greig Prize, David Rennet Medal, the Ferguson Scholarship in Mathematics).

### Praca naukowa
Pracę naukową rozpoczął w końcowym okresie studiów (kwiecień–czerwiec 1918 roku). Pod kierownictwem doktora Tochera wykonywał analizy statystyczne mleczności bydła. Twierdził, że ta praca zbliżyła go do biometrii oraz do prac Karla Pearsona i „Studenta” (William Sealy Gosset i rozkład Studenta).

#### Oksford 1918–1921

Przykład użycia nowego symbolu przesunięcia elektronów wprowadzonego przez Wiliama Kermacka i Roberta Robinsona

Wkrótce przeniósł się do Oksfordu i rozpoczął pracę w Uniwersytecie Oksfordzkim, w Dyson Perrins Laboratory. Przez dwa lata pracował w zespole Williama Henry’ego Perkina Jr. (syna Williama Henry’ego Perkina), zajmującym się związkami heterocyklicznymi (budowa, syntezy). Współpracował z Wiliamem Perkinem i Robertem Robinsonem w realizacji obszernego programu badań związków aktywnych biologicznie, w tym alkaloidów (np. cykl artykułów pt. Harmine and harmaline).

#### Edynburg 1921–1949

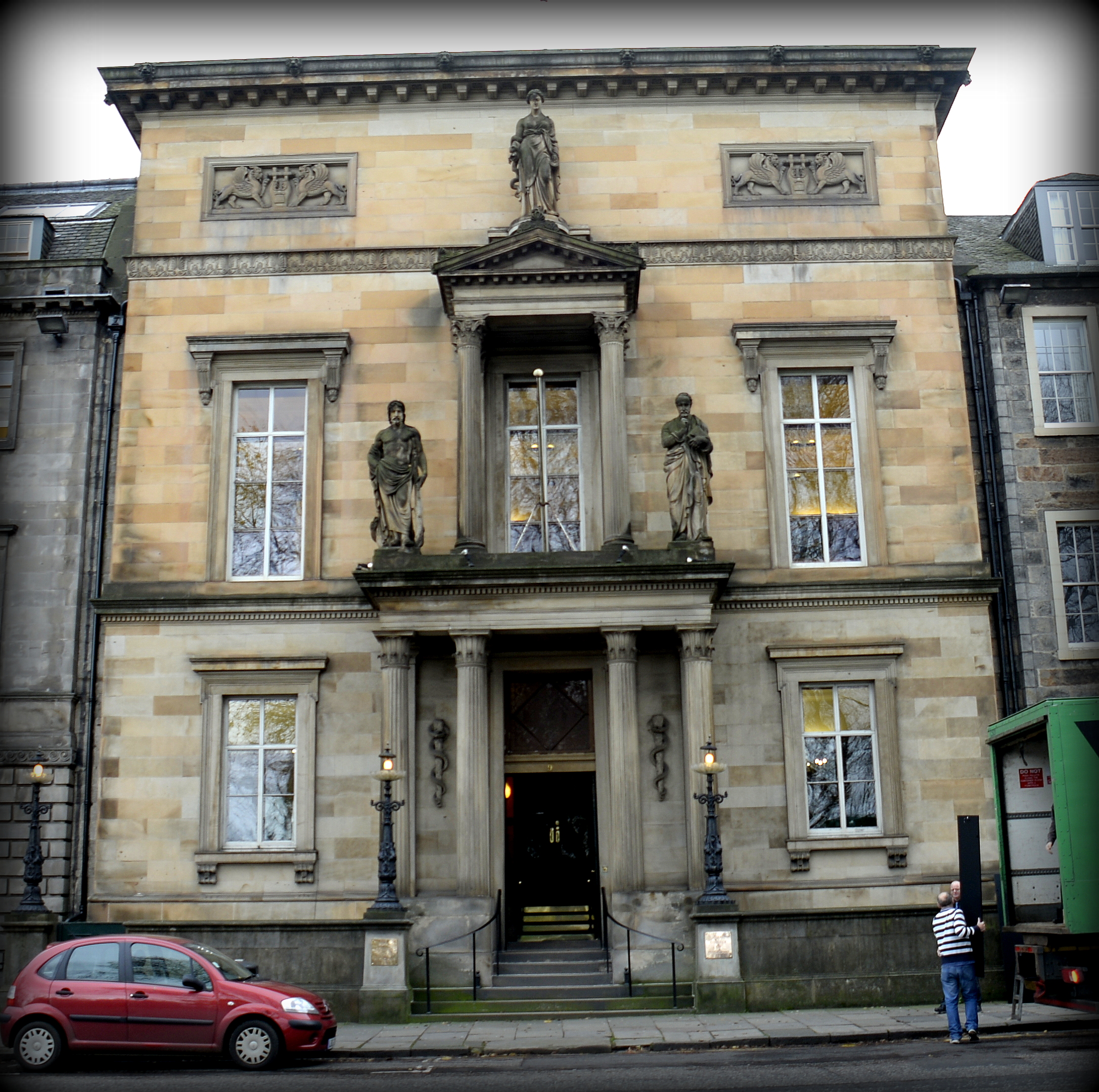
Siedziba Królewskiego Kolegium Lekarskiego w Edynburgu

W latach 1921–1949 pracował w Królewskim Kolegium Lekarskim w Edynburgu (dział chemiczny). Współpracował nadal z Robertem Robinsonem, podejmując próby połączenia fizycznych podstaw teorii wartościowości i konfiguracji elektronowej Thomsona i Lewisa-Langmuira ze współczesnymi hipotezami chemii organicznej (zob. rozwój teorii atomistycznej i współczesnych działów chemii). Efektami tej współpracy były publikacje z lat 1921–1922, m.in. LI. – An explanation of the property of induced polarity of atoms and an interpretation of the theory of partial valencies on an electronic basis.
2 czerwca 1924 roku doszło w laboratorium Kermacka do eksplozji. Żrący ług spowodował uszkodzenie oczu 26-letniego chemika. Pozostał trwale ociemniały do końca życia, lecz nie przerwał pracy. Ukończył studia podyplomowe, otrzymując w 1925 roku stopień Sc.D. (w tym samym roku zawarł małżeństwo).
Jako ociemniały nie mógł kontynuować pracy laboratoryjnej. Uczestniczył w badaniach, prowadząc z zaprzyjaźnionymi współpracownikami dyskusje na temat ich wyników, wynikających z nich wniosków oraz tekstów do publikacji. Udzielał konsultacji adeptom chemii. Korzystał z pomocy współpracowników, zastępując regularne czytanie bieżących artykułów naukowych codziennym ich wysłuchiwaniem. Silna motywacja wewnętrzna (chęć rozwiązania problemów badawczych) prawdopodobnie sprzyjała rozwojowi wybitnej pamięci i umiejętności syntezy treści, co znalazło wyraz m.in. w tekstach streszczeń, publikowanych w Chemical Abstracts Service.
Seria trzech najbardziej znanych artykułów naukowych (współautor: Anderson Gray McKendrick) dotyczyła możliwości matematycznego modelowania rozprzestrzeniania się chorób zakaźnych (model epidemiologiczny), w tym zagadnień endemii. Została opublikowana w latach 1927–1933:
- 1927 – Contributions to the Mathematical Theory of Epidemics[13],
- 1932 – Contributions to the Mathematical Theory of Epidemics. II – The Problem of Endemicity[14],
- 1933 – Contributions to the mathematical theory of epidemics. III – Further Studies of the Problem of Endemicity[15].

Celem intensywnych badań W. Kermacka i wsp., prowadzonych w dziedzinie zdrowia publicznego z wykorzystaniem statystyki medycznej, było również poszukiwanie odpowiedzi na pytania o wpływ demograficznej kohorty urodzeniowej na stan zdrowia i śmiertelność. Sformułowano hipotezę, że o zdrowiu człowieka decydują warunki środowiskowe występujące w wieku 0–15 lat (w przypadku mężczyzn przede wszystkim kondycja fizyczna, jaką zbudowało dziecko). Stwierdzono, że od warunków, które istniały we wczesnych latach życia zależy oczekiwana długość życia. W latach 1934–1949 opublikowano m.in.:
- 1934 – W.O Kermack, A.G. McKendrick, P.L. McKinlay, Expression of Specific Mortality Rates as Products of Two Factors, and some Consequences thereof[17],
- 1940 – R. Barclay, W.O. Kermack, A.G. McKendrick, Comparison of the specific mortality rates in town and country districts of Scotland since 1871[18],
- 1949 – P.L. McKinlay, Comparison of mortality levels in Scotland in 1948 and 1937–9[19].

Do najczęściej czytanych publikacji W.O. Kermacka należała popularnonaukowa książka z dziedziny biochemii pt. „The Stuff We Are Made Of (współautor: Philip Eggleton), wydana po raz pierwszy w 1938 roku (wielokrotnie wznawiana w 1938–1948).

#### Aberdeen 1949–1970
Wiosną 1949 roku William Kermack wrócił do Alma Mater, Uniwersytetu w Aberdeen, gdzie powierzono mu utworzoną w 1948 roku katedrę „chemii biologicznej” – MacLeod-Smith Chair of Biological Chemistry.

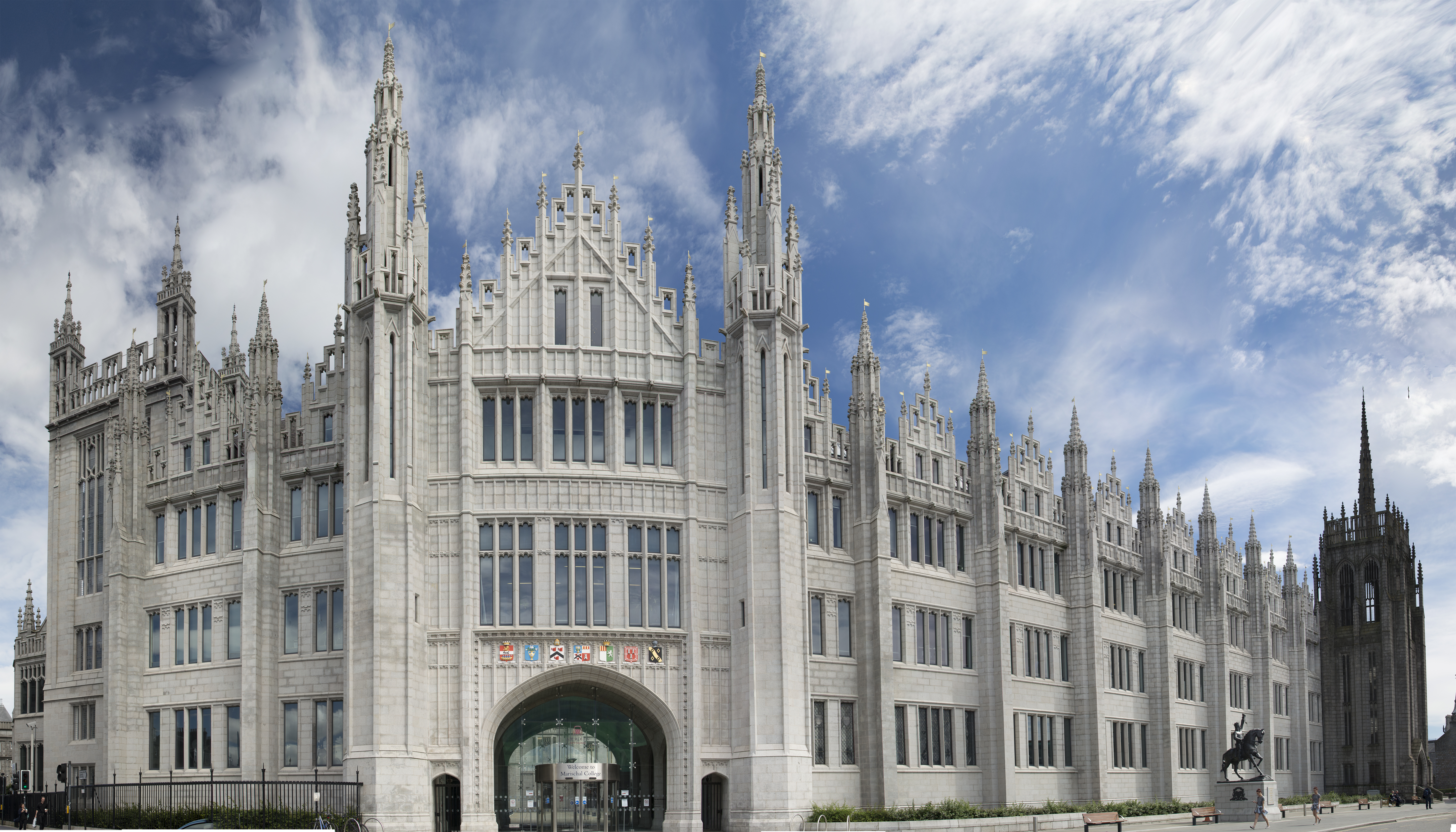
Marischal College

Przed utworzeniem nowej katedry biochemia była wykładana na Wydziale Fizjologii w Marischal College, gdzie Kermack studiował chemię i fizykę w czasie studiów licencjackich. Z tym wydziałem w okresie 1928–1935 był związany John Macleod (ur. 1876, zm. 1935) – profesor fizjologii, laureat Nagrody Nobla w 1923 roku za odkrycie insuliny.
Podejmując się nowego, trudnego zadania, Kermack miał 50 lat i duże doświadczenie w pracy naukowej (głównie matematyka i synteza organiczna), jednak nie miał doświadczenia w niezbędnym w Aberdeen nauczaniu uniwersyteckim oraz administrowaniu tworzoną uczelnianą jednostką. Otrzymał istotną pomoc ze strony kilku wcześniejszych pracowników Wydziału Fizjologii (m.in. Cyril Long, wykładowca biochemii). Do zespołu dołączyło kilku wcześniejszych współpracowników z Edynburga (m.in. J.E. McKail, Ernest Alexander, Bryce Douglas, Bridget Cairns, Howard Lees). Zamieszkał z żoną w pobliżu Aberdeen, w Bieldside nad rzeką Dee.
Poświęcał dużo energii organizacji nowego wydziału. Starannie przygotowywał wykłady (ilustrowane z użyciem z rzutnika), jednak zajęcia prowadzone dla dużych grup studentów nie dawały mu satysfakcji (nawiązanie oczekiwanego kontaktu było bardzo trudne). Zdecydowanie preferował zajęcia w mniejszych grupach seminaryjnych. Z pasją uczestniczył w dyskusjach naukowych ze współpracownikami i uczestnikami konferencji naukowych. Uczestnicy tych dyskusji wysoko oceniali jego rozległą wiedzę i doświadczenie oraz umiejętność wyrażania zwięzłych logicznych argumentów. Od 1961 roku nie publikował własnych artykułów.
Przeszedł na emeryturę we wrześniu 1968 roku, zachowując zapał do pracy naukowej. Uniwersytet w Aberdeen przyznał mu stanowisko starszego pracownika naukowego i pomieszczenia do pracy. Otrzymał grant Royal Society, pozwalający zorganizować pomoc przy czytaniu artykułów naukowych, przepisywaniu notatek itp. Odbył kurs informatyki, pozwalający m.in. włączyć się do mikrobiologicznych prac P.N. Hobsona w Rowett Research Institute (centrum badań żywności i żywienia), tj. The Continuous Culture of Anaerobic Bacteria.
Zmarł nagle podczas pracy przy swoim biurku 20 lipca 1970 roku.

### Pozycja w środowisku naukowym
Dowodami uznania wysokiej pozycji W.O. Kermacka w środowisku naukowym są (wybór):
- 1925 – przyznanie Freeland Barbour Fellowship przez Royal Society of Edinburgh,
- 1928 – wprowadzenie na listę członków Royal Society of Edinburgh (FRSE) na podstawie pracy doktorskiej (Sc.D.) nt. Synthesis of carboline derivatives (syntezy pochodnych β-karboliny); przyznanie Mackdougall Brisbane Prize,
- 1930–1932 – funkcja przewodniczącego sekcji Society of Chemical Industry (SCI Edynburg i Szkocja Wschodnia); – członkostwo Edinburgh Mathematical Society,
- 1937 – honorowy stopień Doctor of Laws (LL.D.), przyznany przez University of St Andrews,
- 1944 – wybór do Royal Society (Fellow of the Royal Society, FRS),
- 1949–1952 – funkcja wiceprezydenta Royal Society of Edinburgh,
- 1958–1962 – członkostwo Committee of the Biochemical Society.

## Model Kermacka-McKendricka
Upamiętnieniem dorobku Williama O. Kermacka jest nazwa teorii dotyczącej procesu rozprzestrzeniania się chorób zakażnych, ang. Kermack-McKendrick theory. Teksty trzech kluczowych dla teorii artykułów z lat 1927–1933 zostały ponownie opublikowane w 1991 roku ze względu na ich znaczenie dla epidemiologii teoretycznej (Biuletyn „Society for Mathematical Biology” 1991, vol. 53).
Przedziały: S – zdrowi-podatni (susceptible), I – zainfekowani (infectious),

R – uodpornieni ozdrowieńcy i zmarli (recovered lub resistant)
Model deterministyczny Kermacka-McKendricka w wersji z 1927 roku (nie obejmującej zjawsk endemii), jest układem zwykłych równań różniczkowych:
{\displaystyle {\frac {dS}{dt}}=-\lambda S,}
{\displaystyle {\frac {\partial i}{\partial t}}+{\frac {\partial i}{\partial a}}=\delta (a)\lambda S-\gamma (a)i,}
{\displaystyle {\frac {dR}{dt}}=\int _{0}^{\infty }\gamma (a)i(a,t)\,da,}
gdzie {\displaystyle \delta (a)} – delta Diraca.
Był wielokrotnie udoskonalany. Znalazł zastosowania poza epidemiologią, np. w różnych obszarach dynamiki systemowej, tj. ekologia teoretyczna lub modelowanie rozprzestrzeniania się wirusów komputerowych.